# Bembidion schmidti
Bembidion (Nepha) schmidti lub Ocydromus (Nepha) schmidti – gatunek chrząszcza z rodziny biegaczowatych i podrodziny Trechinae.

## Taksonomia
Gatunek ten został opisany w 1854 roku przez Thomasa Vernona Wollastona w jego Insecta maderensia i nazwany na cześć entomologa D. F. J. Schmidta. Obecnie zaliczany jest do podrodzaju Nepha klasyfikowanego w rodzaju Bembidion lub Ocydromus.

## Opis
Ciało długości około 2 mm, błyszczące, głęboko mosiężnoczarnej barwy. Nasada czułków i odnóża mniej lub bardziej rudowęgliste. Przedplecze w zarysie sercowate, z przodu pomarszczone, a z tyłu z rozrzedzonym, grubym punktowaniem. Na przedpleczu obecne małe dołki przypodstawowe i rowek grzbietowy, a jego kąty tylne proste. Pokrywy podłużno-owalne, głęboko z przodu punktowane. Rzędy w środkowej części ich dysku prawie zanikające. W pobliżu trzeciego rzędu, od strony szwu obecne dwa duże, niezbyt głębokie punkty. W okolicy ramion położone są duże, okołotrójkątne łatki, a za nimi mniejsze nieco zaokrąglone.

## Ekologia
Zasiedla brzegi wód, zarówno stojących jak i płynących. Na Maderze występuje w wyżej położonych lasach.

## Rozprzestrzenienie
Podgatunek nominatywny jest endemiczny dla portugalskiej Madery, a pozostałe obejmują swoim zasięgiem Azory, Wyspy Kanaryjskie, Hiszpanię, Francję, Włochy, Maroko, Wyspy Zielonego Przylądka, Libię i egipski półwysep Synaj. Wątpliwe dane pochodzą z Korsyki.

## Systematyka
Wyróżnia się 8 podgatunków tego chrząszcza:
- Bembidion schmidti alluaudi (Antoine, 1925)
- Bembidion schmidti jeannelianum (Casale et Vigna Taglianti, 1992)
- Bembidion schmidti mequignoni Colas, 1939
- Bembidion schmidti moses Schatzmayr, 1936
- Bembidion schmidti oenotrius (Bonavita et Vigna-Taglianti, 2010)
- Bembidion schmidti schmidti Wollaston, 1854
- Bembidion schmidti subcallosus Wollaston, 1864
- Bembidion schmidti tibesticum (Bruneau de Mire, 1990)